# فرودگاه نیمبا
 فرودگاه نیمبا (به انگلیسی: Nimba Airport) یک فرودگاه با کد یاتا NIA است . این فرودگاه در کشور لیبریا قرار دارد .